# Homopholis arnoldi
Espèce
Synonymes
- Homopholis walbergii arnoldi Loveridge, 1944

Statut de conservation UICN

 LC  : Préoccupation mineure
Homopholis arnoldi est une espèce de geckos de la famille des Gekkonidae.

## Répartition
Cette espèce se rencontre en Afrique du Sud, au Swaziland, au Mozambique, au Zimbabwe et au Botswana.

## Étymologie
Cette espèce est nommée en l'honneur de George Arnold (1881-1962).

## Publication originale
- Loveridge, 1944 : Remarks on the gekkonid genera Homopholis and Platypholis with description of a new race. Proceedings of the Biological Society of Washington, vol. 57, p. 1-4 (texte intégral).